# Martin J. Morin
Martin Joseph Morin  (* 9. April 1906 in Pittsburgh, Allegheny County, Pennsylvania; † 18. Februar 1993 in Columbus, Franklin County, Ohio) war ein Generalmajor der United States Army. Er war unter anderem Kommandeur der 9. Infanteriedivision.
Martin Morin war ein Sohn des Kongressabgeordneten John M. Morin (1868–1942) und dessen Frau Eleanor C. Hickey (1876–1925). In den Jahren 1923 bis 1927 durchlief er die United States Military Academy in West Point. Nach seiner Graduation wurde er als Leutnant der Infanterie zugeteilt. In der Armee durchlief er anschließend alle Offiziersränge vom Leutnant bis zum Zwei-Sterne-General.
In den Jahren vor dem Zweiten Weltkrieg absolvierte er den für Offiziere in jeweiligen Rangstufen üblichen Dienst in unterschiedlichen Einheiten und Standorten. Dazu gehörten auch Aufgaben als Stabsoffizier in verschiedenen Hauptquartieren. Er war neben Standorten in den kontinentalen Vereinigten Staaten unter anderem in Paris in Frankreich, auf Hawaii und den Philippinen stationiert.
Zu Beginn des Zweiten Weltkriegs diente Martin Morin in der 2. Panzerdivision.  Im Verlauf des Krieges gehörte er durchgängig dieser Division bzw. deren Untereinheiten an. Unter anderem kommandierte er ein Panzerbataillon. Morin war mit seiner Division in Nordafrika und bei der Landung auf Sizilien eingesetzt. Später nahm er am 9. Juni (drei Tage nach Beginn der Operation) an der Landung in der Normandie teil. Anschließend drang seine Division über Frankreich nach Deutschland vor.
Nach dem Krieg wurde Morin Stabsoffizier im Pentagon, wo er in der Stabsabteilung für Nachrichtendienste tätig war. Danach gehörte er bis 1949 der Fakultät des Command and General Staff Colleges in Fort Leavenworth an. Anschließend wurde er nach Deutschland versetzt, wo er beim damaligen EUCOM ebenfalls in der Nachrichten- und Geheimdienstabteilung beschäftigt war. In der Folge erhielt er das Kommando über das in Bamberg stationierte 26. Infanterieregiment. Dann kehrte er zur Stabsabteilung G2 (Nachrichtendienste) im Heeresministerium zurück.
Im Jahr 1954 erreichte er mit seiner Beförderung zum Brigadegeneral die Generalsränge. Es folgte eine Versetzung zum Stab der 24. Infanteriedivision. Dort gehörte er einer Beratergruppe für das südkoreanische Militär an. Darauf folgte eine Versetzung nach Fort Hayes in Ohio, wo er für einige Zeit das dort ansässige XX. (Reserve-)Korps kommandierte.
Im März 1958 übernahm Martin Morin das Kommando über die 9. Infanteriedivision, die damals in Fort Carson in Colorado stationiert war. Dieses Amt bekleidete er bis zum April 1959. Daran schloss sich eine Versetzung nach Ankara in der Türkei an, wo Morin Leiter der Teilstreitkräfte überschreitenden amerikanischen Militärmission (Chief of Joint United States Military Mission for Aid to Turkey) war. Im Jahr 1962 wurde er Stabsoffizier bei der NATO bei Paris. Im Juni 1964 trat er in den Ruhestand.
Martin Morin starb am 18. Februar 1993 und wurde auf dem amerikanischen Nationalfriedhof Arlington beigesetzt.

## Orden und Auszeichnungen
Martin Morin erhielt im Lauf seiner militärischen Laufbahn unter anderem die Army Distinguished Service Medal, den Silver Star Orden und die Bronze Star Medal verliehen. 